# ماریفریا
ماریفریا (به سوئدی: Mariefred) یک منطقهٔ مسکونی در سوئد است که در Strängnäs Municipality واقع شده‌است. ماریفریا ۲٫۵۱ کیلومترمربع مساحت و ۳٬۷۲۶ نفر جمعیت دارد.